# Tomás Ken
Tomás Ken (julho de 1637 – Longleat House, 19 de março de 1711) foi um religioso inglês e o mais eminente bispos que não juraram fidelidade a Guilherme III de Inglaterra, além de um dos pais do hinário inglês moderno.

## Infância
Ken nasceu em Berkhamsted, Hertfordshire, filho de Thomas Ken de Furnival's Inn, que pertenceu à antiga família Ken de Ken Place, em Somerset; sua mãe era filha do agora esquecido poeta John Chalkhill, que, de acordo com Izaak Walton, era um amigo de Edmund Spenser. A irmã adotiva de Ken, Anne, casou-se com o referido Walton em 1646, união essa que permitiu a Ken uma infância sob os refinamentos de um cunhado gentil e devoto.
Em 1652 Ken entrou no Winchester College, e em 1656 tornou-se estudante do Magdalen Hall, onde adquiriu B.A. em 1661 e M.A. em 1664. Ele foi por algum tempo tutor de seus colegas; mas a lembrança mais marcante de seus tempos de universidade é a menção feita por Anthony Wood sobre a participação de Ken nos encontros musicais de New College. Ordenado em 1662, em 1672 retornou a Winchester, como presbítero da catedral, e capelão do bispado.
Ele permaneceu lá por muitos anos, atuando como curato num dos distritos baixos, preparando seu "Manual de orações para o uso dos escolares do Winchester College" (primeiramente publicado em 1674), e compondo hinos. Foi nessa época que ele escreveu, originalmente em um só corpo de texto, seus hinos matutino, vespertino e noturno.
Em 1674, Ken visitou Roma em companhia do jovem Izaak Walton, viagem essa que confirmou seu respeito pela comunhão anglicana.

## Ken e Carlos II
Em 1679, Ken foi escolhido por Carlos II de Inglaterra como capelão da princesa Maria, esposa de Guilherme de Orange. Durante sua estada em Haia com a corte, foi imediatamente escolhido como capelão real, mas atraiu a antipatia de Guilherme ao insistir que a promessa de casamento feita a uma dama inglesa por um parente do príncipe deveria ser mantida; e assim voltou satisfeito à sua Inglaterra em 1680.
Retornou a Winchester em 1683, quando Carlos veio à cidade com sua corte, e a morada escolhida foi a casa de Nell Gwynne; mas Ken protestou contra essa decisão, e conseguiu alterar a residência real. Em agosto do mesmo ano, ele acompanhou Lorde Dartmouth ao Tânger como capelão da frota. Samuel Pepys, colega de Ken durante esse serviço, registou impressões positivas tanto do capelão quanto de seus serviços a bordo.
A frota retornou em abril de 1684, e poucos meses depois, durante as férias no bispado de Bath e Wells, Tomás Ken -- agora Dr Ken -- foi indicado a bispo. É dito que, durante suas férias, o Rei, devido ao ocorrido em Winchester, exclamou: "Onde esta o bom homenzinho que recusou sua estada ao pobre Nell?", e determinou que nenhum outro deveria ser bispo. A consagração ocorreu em Lambeth aos 25 de janeiro de 1685, e uma das primeiras tarefas de Ken era atender o agonizante Carlos, tendo tido atuação admirada por todos à exceção do bispo Gilbert Burnet.
Nesse ano ele publicou seu Exposição do catecismo, mais conhecido por seu subtítulo, A prática do amor divino.

## Ken e Jaime II
Em 1688, quando Jaime II de Inglaterra reeditou sua Declaração de indulgência, Ken foi um dos sete bispos que recusaram sua publicação. Ele foi provavelmente influenciado por dois fatores: sua profunda aversão pelo catolicismo romano, para o qual considerou estar-se dando algum reconhecimento episcopal pela edição real, e pela impressão de que Jaime II estava comprometido com a liberdade religiosa. Junto a seus seis companheiros, Ken foi retido na Torre de Londres em 8 de junho de 1688, sob a acusação de alta ofensa; o julgamento, ocorrido entre 29 de junho e 30 de junho, resultou em sua absolvição.

## O cisma anglicano
Ken enfrentou novos problemas após a Revolução Gloriosa. Por jurar lealdade a Jaime II, achou-se impossibilitado de fazer juramento a Guilherme de Orange. Dessa forma, tomou lugar entre os não-jurados, e, por sua persistência à recusa, ele foi, em agosto de 1691, substituído em seu bispado por Dr Richard Kidder, deão de Peterborough. A partir de então, Ken passa a viver em retiro, residindo no viscondado de Lorde Weymouth, seu amigo dos tempos de faculdade em Wiltshire. Todavia, com a morte de Kidder em 1703, exigiu-se sua retomada do cargo, mas Ken recusou, devido tanto à sua crescente fraqueza quanto ao seu crescente apego à vida calma do interior que ele encontrou em Longleat. Tomás Ken morreu em 19 de março de 1711.

## Publicações
- A Manual of Prayer, (Winchester c. 1665) BiblioBazaar (2009) ISBN 978-1-110-03072-9